# Ministerium für Dienstleistungen zur Religionsausübung (Israel)
Das Ministerium für Dienstleistungen zur Religionsausübung (hebräisch הַמִּשְׂרָד לְשֵׁירוּתֵי דָּת ha-Misrad lə-Scherūtey Dat; früher Ministerium für religiöse Angelegenheiten und Ministerium für Religionsausübung) ist ein israelisches Ministerium. Das Ministerium ernennt religiöse Räte und steht für Fehlbeträge in Höhe von bis zu 40 % von genehmigten Budgets für religiöse Dienste und Anlagen ein, und es gewährleistet die finanzielle Unterstützung für Jeschiwot. Es ist zuständig für die Planung und Finanzierung von Synagogen und Mikwen und führt die Aufsicht über die jüdischen heiligen Plätze. Außerdem fallen die Organisation des Torah-Unterrichts, öffentlicher religiöser Feiern, die Bescheinigung ritueller Unbedenklichkeit (Kaschrut) in öffentlichen Einrichtungen und Einrichtungen der Regierung und die religiöse Kontaktpflege mit Juden in der Diaspora in seine Zuständigkeit. Es ist auch verantwortlich für die Religionsausübung nicht-jüdischer Gruppen in Israel. Es stellt finanzielle Mittel für das Hauptrabbinat und die rabbinischen Gerichte zur Verfügung. Darüber hinaus kümmert es sich um zusätzlichen religiösen Unterricht für benachteiligte Jugendliche und stellt Schulen, Einwanderern und Bedürftigen jüdische Ritualartikel zur Verfügung.

## Liste der Minister
| Minister                | Partei                                      | Regierung                    | Amtsdauer                          |
| ----------------------- | ------------------------------------------- | ---------------------------- | ---------------------------------- |
| Jehuda Leib Fischmann   | HaMisrachi HaChasit haDatit haMe’uchedet    | 1., 2.                       | 14. Mai 1948 – 8. Okt. 1951        |
| Chaim-Mosche Schapira   | HaPo’el haMisrachi Nationalreligiöse Partei | 3., 4., 5., 6., 7., 8.       | 8. Okt. 1951 – 1. Juli 1958        |
| Ja’akov Mosche Toledano | kein Mitglied der Knesset                   | 8., 9.                       | 3. Dez. 1958 – 15. Okt. 1960       |
| Serach Wahrhaftig       | Nationalreligiöse Partei                    | 10., 11., 12., 13., 14., 15. | 2. Nov. 1961 – 10. März 1974       |
| Jitzchak Rafa’el        | Nationalreligiöse Partei                    | 16.                          | 10. März 1974 – 3. Juni 1974       |
| Chaim Josef Zadok       | HaMa’arach                                  | 17.                          | 3. Juni 1974 – 29. Okt. 1974       |
| Jitzchak Rafa’el        | Nationalreligiöse Partei                    | 17.                          | 30. Okt. 1974 – 22. Dez. 1976      |
| Chaim Josef Zadok       | HaMa’arach                                  | 17.                          | 16. Jan. 1977 – 20. Juni 1977      |
| Aharon Abuchazira       | Nationalreligiöse Partei                    | 18.                          | 20. Juni 1977 – 5. Aug. 1981       |
| Josef Burg              | Nationalreligiöse Partei                    | 19., 20.                     | 5. Aug. 1981 – 13. Sep. 1984       |
| Schimon Peres           | HaMa’arach                                  | 21.                          | 13. Sep. 1984 – 23. Dez. 1984      |
| Josef Burg              | Nationalreligiöse Partei                    | 21.                          | 13. Sep. 1984 – 5. Okt. 1986       |
| Sebulon Hammer          | Nationalreligiöse Partei                    | 21., 22., 23.                | 7. Okt. 1986 – 11. Juni 1990       |
| Awner-Chai Schaki       | Nationalreligiöse Partei                    | 24.                          | 11. Juni 1990 – 13. Juli 1992      |
| Jitzchak Rabin          | Awoda                                       | 25.                          | 13. Juli 1992 – 27. Feb. 1995      |
| Schim’on Schitrit       | Awoda                                       | 25., 26.                     | 27. Feb. 1995 – 18. Juni 1996      |
| Benjamin Netanjahu      | Likud                                       | 27.                          | 18. Juni 1996 – 7. Aug. 1996       |
| Elijahu Suissa          | Schas                                       | 27.                          | 7. Aug. 1996 – 12. Aug. 1997       |
| Benjamin Netanjahu      | Likud                                       | 27.                          | 12. Aug. 1997 – 22. Aug. 1997      |
| Sebulon Hammer          | Nationalreligiöse Partei                    | 27.                          | 22. Aug. 1997 – 20. Jan. 1998      |
| Benjamin Netanjahu      | Likud                                       | 27.                          | 20. Jan. 1998 – 25. Feb. 1998      |
| Jitzchak Levy           | Nationalreligiöse Partei                    | 27.                          | 25. Feb. 1998 – 13. Sep. 1998      |
| Elijahu Suissa          | Schas                                       | 27.                          | 13. Sep. 1998 – 6. Juli 1999       |
| Jitzchak Kohen          | Schas                                       | 28.                          | 6. Juli 1999 – 11. Juli 2000       |
| Jossi Beilin            | Jisra'el Achat                              | 28.                          | 11. Okt. 2000 – 7. März 2001       |
| Ascher Ochana           | kein Mitglied der Knesset                   | 29.                          | 7. März 2001 – 28. Feb. 2003       |
| Ariel Scharon           | Likud                                       | 30.                          | 28. Feb. 2003 – 31. Dez. 2003      |
| Jitzchak Kohen          | Schas                                       | 31.                          | 14. Jan. 2008 – 31. März 2009      |
| Jakob Margi             | Schas                                       | 32.                          | 31. März 2009 – 18. März 2013      |
| Naftali Bennett         | HaBajit haJehudi                            | 33.                          | 18. März 2013 – 14. Mai 2015       |
| David Azulai            | Schas                                       | 34.                          | 14. Mai 2015 – 30. Oktober 2018    |
| Yitzhak Vaknin          | Schas                                       | 34.                          | 1. Januar 2019 – 17. Mai 2020      |
| Yaakov Avitan           | Schas                                       | 35.                          | 17. Mai 2020 – 13. Juni 2021       |
| Matan Kahana            | HaJamin HeChadasch                          | 36.                          | 13. Juni 2021 – 29. Dezember 2022  |
| Michael Malchieli       | Schas                                       | 37.                          | seit 29. Dezember 2022 – amtierend |

## Stellvertretende Minister
| Stellvertretende Minister | Partei                                      | Regierung | Amtsdauer                                                                                |
| ------------------------- | ------------------------------------------- | --------- | ---------------------------------------------------------------------------------------- |
| Serach Wahrhaftig         | HaPo’el haMisrachi Nationalreligiöse Partei | 4.        | 5. Jan. 1953 – 26. Jan. 1954                                                             |
|                           |                                             |           |                                                                                          |
| Serach Wahrhaftig         | HaPo’el haMisrachi Nationalreligiöse Partei | 7., 8.    | 9. Jan. 1956 – 1. Juli 1958                                                              |
|                           |                                             |           |                                                                                          |
| Benjamin Schachor         | Nationalreligiöse Partei                    | 13., 14.  | 1. Feb. 1966 – 17. Nov. 1969                                                             |
|                           |                                             |           |                                                                                          |
| Chaim Druckman            | Nationalreligiöse Partei                    | 19.       | 11. Aug. 1981 – 2. März 1982                                                             |
|                           |                                             |           |                                                                                          |
| Mosche Gafni              | Degel haTora                                | 24.       | 23. Juli 1990 – 13. Juli 1992                                                            |
| Rafael Pinchasi           | Schas                                       | 25.       | 31. Dez. 1992 – 14. Sep. 1993                                                            |
|                           |                                             |           |                                                                                          |
| Arje Gamli’el             | Schas                                       | 27.       | 13. Aug. 1996 – 22. Aug. 1997 24. Aug. 1997 – 20. Jan. 1998 25. Feb. 1998 – 6. Juli 1999 |
| Jig’al Bibi               | Nationalreligiöse Partei                    | 27. 28.   | 13. Aug. 1996 – 20. Jan. 1998 25. Feb. 1998 – 6. Juli 1999 5. Aug. 1999 – 12. Juli 2000  |
|                           |                                             |           |                                                                                          |
| Eli Ben-Dahan             | HaBajit haJehudi                            | 33.       | 18. März 2013 – 14. Mai 2015                                                             |